# Södergrynnan (öster om Söderstenarna, Malax)
Södergrynnan är skär i Finland. De ligger i Norra kvarken och i kommunen Malax i landskapet Österbotten, i den västra delen av landet. Öarna ligger omkring 34 kilometer väster om Vasa och omkring 380 kilometer nordväst om Helsingfors.
Den sammanlagda arean är cirka 1,1 hektar och derar utbredning är 270 meter i nord-sydlig och 170 meter i öst-västlig riktning.